# Trachyandra bulbinifolia
Trachyandra bulbinifolia är en grästrädsväxtart som först beskrevs av Moritz Kurt Dinter, och fick sitt nu gällande namn av Anna Amelia Obermeyer. Trachyandra bulbinifolia ingår i släktet Trachyandra och familjen grästrädsväxter. Inga underarter finns listade i Catalogue of Life.